# Жагуаруана
Жагуаруана (порт. Jaguaruana) — муниципалитет в Бразилии, входит в штат Сеара. Составная часть мезорегиона Жагуариби. Входит в экономико-статистический микрорегион Байшу-Жагуариби. Население составляет 32 557 человек на 2006 год. Занимает площадь 867,251 км². Плотность населения — 37,5 чел./км².

## История
Город основан 4 сентября 1865 года.

## Статистика
- Валовой внутренний продукт на 2003 составляет 76.039.764,00 реалов (данные: Бразильский институт географии и статистики).
- Валовой внутренний продукт на душу населения на 2003 составляет 2.432,26 реалов (данные: Бразильский институт географии и статистики).
- Индекс развития человеческого потенциала на 2000 составляет 0,654 (данные: Программа развития ООН).